# Ting Wu
 (janvier 2025).
 (janvier 2016).
Pour les articles homonymes, voir Wu.
Chao-ting Wu (en chinois : 吳昭婷 ; en pinyin : Wú Zhāotíng), née le 24 janvier 1954, est une biologiste moléculaire américaine.
Après une formation à la Harvard Medical School en génétique avec William Gelbart, à la Stanford School of Medicine avec David Hogness et dans le cadre d'une bourse au Massachusetts General Hospital en biologie moléculaire, Wu commence sa carrière universitaire indépendante en tant que professeur adjoint en anatomie et biologie cellulaire puis en génétique à la Harvard Medical School en 1993. Après une période en tant que professeur de pédiatrie dans la division de médecine moléculaire du Boston Children's Hospital, elle revient au département de génétique de la Harvard Medical School en tant que professeur titulaire en 2007.
Les recherches de Wu se concentrent sur le rôle du comportement des chromosomes, de l'activité des gènes et de l'hérédité, en mettant l'accent sur les effets d'homologie généralisés, phénomènes dans lesquels l'homologie entre les chromosomes joue un rôle. Ses études ont exploré la transvection en génétique, les gènes du groupe polycomb, l'appariement et le remodelage de la chromatine, ainsi que les mécanismes de pontage des éléments promoteurs et activateurs au sein et entre les chromosomes. Elle étudie également les éléments ultra-conservés (UCE), suggérant que ces séquences hautement conservées jouent un rôle dans le maintien de l'intégrité du génome, et a discuté des opportunités potentielles pour les thérapies exploitant les propriétés des UCE dans de nombreux lieux, notamment dans TEDx et le programme Solve for X sponsorisé par Google.
Ting Wu a apporté des contributions significatives dans le domaine de l'éducation scientifique en génétique, dans de nombreux groupes d'âge, grâce à son travail avec la Smithsonian Institution et le Musée national d'histoire naturelle et est directeur fondateur du Personal Genetics Education Project, qui travaille dans les écoles, les programmes en ligne, la formation des enseignants et les producteurs et scénaristes de l'industrie de la télévision et du cinéma grâce à son implication dans l'organisation de soutien au commerce Hollywood, Health & Society.
Elle est la fille de l'auteur Nelson Ikon Wu, la sœur de l'acteur Ping Wu et la collègue et épouse du scientifique de Harvard et du MIT George M. Church.

## Biographie

### Formation et carrière
Ting Wu fréquente le Mary Institute (aujourd'hui Mary Institute et St. Louis Country Day School, MICDS) à Saint-Louis, au Missouri, de 1968 à 1972, puis obtient son diplôme de premier cycle en biologie à l'Université Harvard. Elle obtient son doctorat en génétique en 1984 à la Harvard Medical School, puis, après une brève période à la Stanford Medical School avec David Hogness, elle crée un institut de recherche à but non lucratif à Cheshire, au  Connecticut, appelé Station for Natural Studies Inc., qui a reçu une subvention de la Whitehall Foundation et de la Helen Hay Whitney Foundation. À cette époque, elle était affiliée à l'université voisine de Yale.
Elle est chercheuse au Massachusetts General Hospital au département de biologie moléculaire de 1987 à 1991. Elle rejoint le campus principal de la Harvard Medical School en tant que professeur adjoint au département d'anatomie et de biologie cellulaire, puis rejoint le département de génétique, également à la Harvard Medical School, en 1993. En 2005, elle quitte le département de génétique pour devenir professeur de pédiatrie à la division de médecine moléculaire du Boston Children's Hospital. Elle revient au Département de génétique de la Harvard Medical School en tant que professeur titulaire en 2007,,.

### Recherche
Depuis 1980, les recherches de Ting Wu se concentrent sur le rôle du comportement des chromosomes dans l'hérédité et l'activité des gènes, en mettant l'accent sur les phénomènes répandus dans lesquels l'homologie entre les chromosomes joue un rôle. Elle invente le terme « effets d'homologie » pour mettre en évidence ces phénomènes. Ses études explorent la transvection, le gène zeste, l'appariement des chromosomes, les gènes du groupe Polycomb et le remodelage de la chromatine. Elle caractérise également les mécanismes de pontage des éléments promoteurs et activateurs au sein et entre les chromosomes,.
Comme l'a déclaré le prix Nobel Ed. Lewis, « Sur le plan opérationnel, la transvection se produit si le phénotype d'un génotype donné peut être modifié uniquement par la rupture de l'appariement somatique (ou méiotique). Une telle rupture peut généralement être accomplie par l'introduction d'un réarrangement hétérozygote qui perturbe l'appariement dans la région concernée mais n'a aucun effet de position propre sur le phénotype ».
Elle étudie également les éléments ultra-conservés (UCE). Son laboratoire a suggéré que ces séquences hautement conservées pourraient jouer un rôle dans le maintien de l'intégrité du génome.

### Honneurs et rôles de leadership
Ting Wu est l'une des dix personnes aux États-Unis à recevoir le prix « Pioneer » (en) du directeur des National Institutes of Health en 2012. Elle a également reçu des prix pour son enseignement et son mentorat à l'Université Harvard et à la Harvard Medical School.
Elle a présidé la conférence de recherche Gordon de 2005 sur l'épigénétique, la conférence FASEB de 2003 sur la chromatine et la transcription et les conférences GETed.

### Développement technologique
Ting Wu possède quatre brevets en attente sur des sujets liés à la recherche biomédicale et aux applications en santé : « Oligonucleotide Trapping » (2013), « High-Throughput In Situ Hybridization » (2012), « Methods For Sequencing Nucleic Acid Molecules » (2012) et « Oligonucleotide Paints » (2010).
Elle est interviewée par le Boston Globe sur le thème des inventeurs. Dans le cadre de TEDx et de Google « Solve for X », elle a discuté des opportunités potentielles pour les thérapies exploitant les propriétés des UCE,.

### Enseignement de la génétique
Elle a travaillé avec le Smithsonian et le Musée national d'histoire naturelle dans le cadre de l'exposition « Génome : déverrouiller le code de la vie » (Genome: Unlocking Life's Code) qui a ouvert ses portes le 14 juin 2013,.

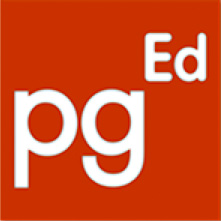
Logo de PgEd.

Ting Wu est la directrice fondatrice du Personal Genetics Education Project (en) (pgEd), qui travaille avec les écoles, les programmes en ligne, la formation des enseignants, les producteurs et les auteurs de l'industrie de la télévision et du cinéma par l'intermédiaire de Hollywood, Health & Society du Norman Lear Center et du programme de l'Académie nationale des sciences sur Science & Entertainment Exchange. Son travail avec Hollywood Health and Society et Grey's Anatomy apporte des informations précises et intéressantes sur la génétique à un public plus large,.
En apportant la génétique directement aux élèves du secondaire issus d'un large spectre socio-économique à travers les États-Unis et dans des ateliers avec des enseignants du secondaire et du collège, elle utilise des sujets empiriquement engageants comme le diagnostic prénatal et les défis biologiques de la colonisation de Mars,,,.

## Vie personnelle
Ting Wu est mariée à George M. Church, professeur de génétique à la Harvard Medical School.

## Récompenses, honneurs et distinctions
Ting Wu a fait partie du jury du prix Alfred P. Sloan à la 32e édition du festival du film de Sundance 2016, organisé par le Sundance Institute, festival qui s'est déroulé du 21 au 31 janvier 2016.

## Genome: The Future is Now
Elle apparaît dans la série documentaire « Genome: The Future is Now », produite par Marilyn Ness (en) de Necessary Films.